# Магнет (Небраска)
Магнет (англ. Magnet) — селище (англ. village) в США, в окрузі Седар штату Небраска. Населення — 43 особи (2020).

## Географія
Магнет розташований за координатами 42°27′22″ пн. ш. 97°28′9″ зх. д. / 42.45611° пн. ш. 97.46917° зх. д. (42.456120, -97.469294).  За даними Бюро перепису населення США в 2010 році селище мало площу 0,39 км², уся площа — суходіл.

## Демографія
Згідно з переписом 2010 року, у селищі мешкало 57 осіб у 29 домогосподарствах у складі 18 родин. Густота населення становила 148 осіб/км².  Було 38 помешкань (98/км²).
Расовий склад населення:
| - 94,7 % — білих - 5,3 % — корінних американців |

До двох чи більше рас належало 0,0 %. Частка іспаномовних становила 0,0 % від усіх жителів.
За віковим діапазоном населення розподілялося таким чином: 21,1 % — особи молодші 18 років, 57,8 % — особи у віці 18—64 років, 21,1 % — особи у віці 65 років та старші. Медіана віку мешканця становила 50,8 року. На 100 осіб жіночої статі у селищі припадало 103,6 чоловіків;  на 100 жінок у віці від 18 років та старших — 87,5 чоловіків також старших 18 років.
Середній дохід на одне домашнє господарство  становив 38 486 доларів США (медіана — 25 000), а середній дохід на одну сім'ю — 35 462 долари (медіана — 28 750). За межею бідності перебувало 32,6 % осіб, у тому числі 100,0 % дітей у віці до 18 років та 0,0 % осіб у віці 65 років та старших.
Цивільне працевлаштоване населення становило 11 осіб. Основні галузі зайнятості: науковці, спеціалісти, менеджери — 18,2 %, виробництво — 18,2 %, сільське господарство, лісництво, риболовля — 18,2 %.